# Llista de videojocs de Sega Game Gear
Aquest article és una llista de videojocs disponibles per la consola portàtil, Sega Game Gear.

## 1-9
- 5 in One Fun Pak

## A
- Aa Harimada
- Addams Family
- Adventures of Butman & Robin, The
- Aerial Assault
- Aladdin
- Alien³
- Alien Syndrome
- Andre Agassi Tennis
- Arcade Classics
- Arch Rivals
- Arena - Maze of Death
- Asterix and the Great Rescue
- Ax Battler

## B
- Baku Baku Animal
- Batman Returns
- Batman Forever

## C
- Castle of Illusion Starring Mickey Mouse
- Chakan
- Chase H.Q.
- Cheese Cat-Astrophe starring Speedy Gonzales
- Choplifter 3
- Chuck Rock
- Chuck Rock II: Son of Chuck
- Columns
- Cool Spot
- Crystal Warriors
- Cutthroat Island

## D
- Dark Fantasy
- Deep Duck Trouble Starring Donald Duck
- Defenders of Oasis
- Desert Speedtrap
- Devilish
- Disney's Aladdin
- Donald Duck: The Lucky Dime Caper
- Double Dragon
- Dr. Robotnik's Mean Bean Machine
- Dragon Crystal
- Dragon: the Bruce Lee Story
- Dynamite Headdy
- Crayon Shin Chan

## E
- Earthworm Jim
- Ecco the Dolphin
- Ecco: The Tides of Time
- Evander Holyfield's Boxing
- Excellent Dizzy

## F
- Faceball 2000
- Factory Panic
- Fatal Fury Special

## G
- G-LOC Air Battle
- Garfield: Caught in the Act
- Gunstar Heroes
- GP Rider

## H
- Halley Wars
- Head Buster
- Home Alone

## I
- Indiana Jones and the Last Crusade
- The Itchy and Scratchy videojoc

## J
- James Pond
- Jeopardy
- The Jungle Book
- Jurassic Park
- Joe Montana Football

## L
- Last Action Hero
- Legend of Illusion Starring Mickey Mouse
- Lemmings
- The Lion King (videojoc)
- Lunar: Walking School

## M
- Madden NFL
- Majors Pro Baseball
- Marble Madness
- Mega Man
- Mickey's Ultimate Challenge
- Mighty Morphin Power Rangers
- Mighty Morphin Power Rangers: The Movie
- Miracle Warriors
- Monster Truck Wars
- Mortal Kombat
- Mortal Kombat II
- Mortal Kombat 3
- Ms. Pac-Man

## N
- NBA Action starring David Robinson
- NFL Quarterback Club 96
- Ninja Gaiden

## O
- Out Run
- Ottifants

## P
- Pac-Man
- Pengo
- PGA Tour Golf
- Prince of Persia
- Psychic World
- Puzzle Bobble

## Q
- Quiz of Gears

## R
- RBI Baseball '94
- Ren and Stimpy: Quest for the Shaven Yak
- Revenge of Drancon
- Rise of the Robots
- Ristar
- Road of the Magic Story
- Road of the Magic Story 2
- Road of the Magic Story 3
- Road Rash
- Robocop 3
- Robocop vs. the Terminator
- Royal Stone

## S
- Samurai Shodown
- Samurai Sprits
- Scratch Golf
- Sega videojoc Pack 4 in 1
- Shining Force II: Sword of Haya
- Shinobi
- Shinobi 2: The Silent Fury
- The Simpsons: Bart vs. the Space Mutants
- The Simpsons: Bart vs. The World
- Skweeek
- Slam Dunk
- Slider
- Smash T.V.
- Smurfs,The
- Sonic Blast
- Sonic Drift
- Sonic Drift 2
- Sonic Labyrinth
- Sonic Spinball
- Sonic The Hedgehog
- Sonic The Hedgehog 2
- Sonic Chaos
- Sonic Triple Trouble
- Space Harrier
- Spider-Man: Return of the Sinister Six
- Spider-Man and the X-Men: Arcade's Revenge
- Sports Trivia
- Sports Trivia: Championship Edition
- Stargate
- Star Wars
- Streets of Rage
- Streets of Rage 2
- Strider Returns
- Super Battletank
- Super Columns
- Super Golf
- Super Monaco GP
- Super Monaco GP 2
- Super Off Road
- Super Space Invaders
- Surf Ninjas

## T
- Tarot no yakata
- Taz-Mania
- Taz in Escape From Mars
- Tails Adventure
- Tails' Skypatrol
- Tempo Jr.
- Terminator
- Terminator 2: The Arcade videojoc
- Terminator 2: Judgment Day
- The Berlin Wall
- Tom and Jerry (videojoc gear)
- True Lies

## U
- Ultimate Soccer

## V
- VR Troopers
- Vampire: Master of Darkness

## W
- Wagon Land
- Wheel of Fortune
- Wonderboy
- Wonderboy in Monster Land
- Wonderboy III: The Dragon's Trap
- Woody Pop
- World Cup Soccer
- World Series Baseball
- Wrestle Mania SteelCage Challenge
- WWF RAW

## X
- X-Men
- X-Men: Mojo World

## Y
- Yaiba Adventures
- Yogi Bear: Yogi Bear's Goldrush

## Z
- Zan Gear
- Zool
- Zoop